# Greg Francis
Pour les articles homonymes, voir Francis.
Gregory Andre Francis, dit Greg Francis, né le 4 avril 1974 à Toronto (Ontario) et mort le 2 avril 2023 à Oshawa, est un joueur de basket-ball canadien, évoluant au poste de meneur, devenu entraîneur.